# Big Brother (programformat)
Big Brother är ett TV-format inom genren dokusåpor, som har sänts i över sjuttio länder världen över, bland annat i Sverige. Programmet går ut på att ett visst antal deltagare stängs in i ett övervakat hus där de ska bo tillsammans under ett visst antal dagar. Varje vecka får deltagarna och Big Brother nominera dem de vill ha ut ur huset och därefter bestämmer TV-tittarna genom telefon- och SMS-röstning vem som åker ut respektive vem/vilka som får stanna kvar. Den som stannar kvar längst i huset vinner en prissumma som varierar mellan motsvarande en halv och en miljon kronor. Programmet skapades av produktionsbolaget Endemol år 1999 i Nederländerna (för TV-kanalen Veronica TV) och blev där en enorm framgång. Sedan har formatet spridit sig världen över, däribland till Sverige.
Uttrycket big brother (engelska för storebror) kommer från George Orwells roman 1984, en dystopi där storebror är den allseende ledaren. Det är också denna figur som styr och ställer i det instängda huset där deltagarna bor, vilket gör att deltagarna måste leva under Big Brothers regler.

## Om programmet

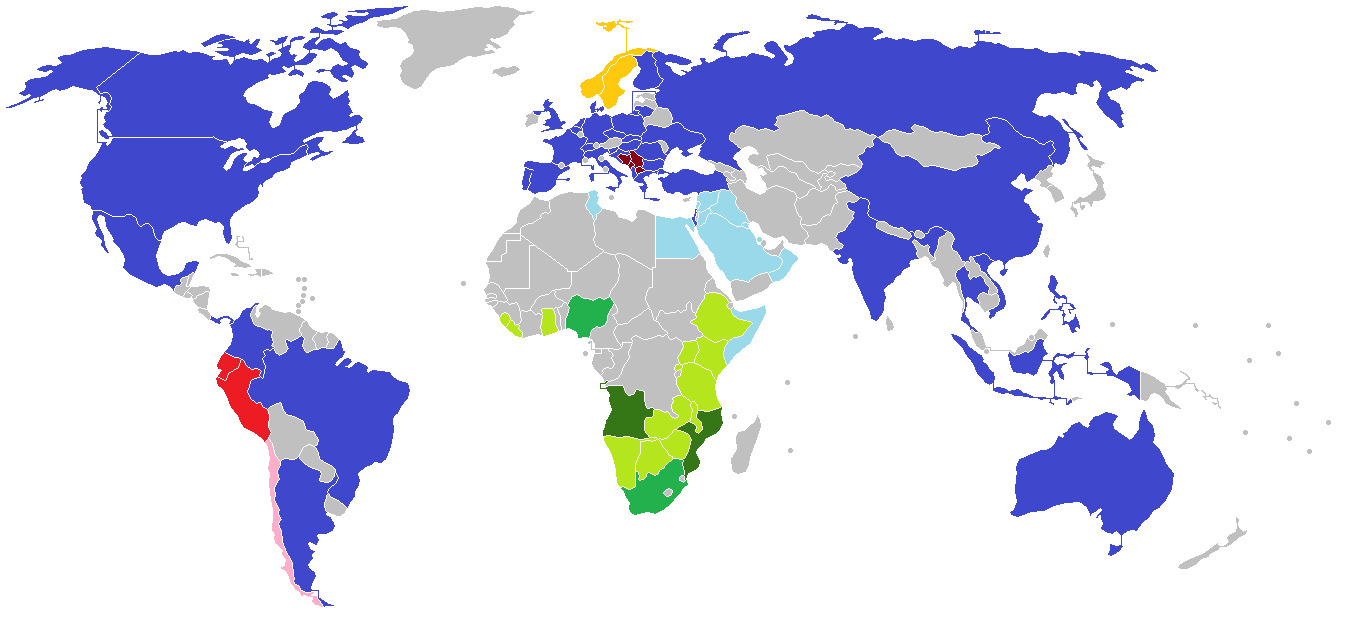
Länderna i blått har sänt landsunika versioner av Big Brother. I Afrika och arabländerna har versioner med deltagare från flera olika länder producerats.

Ett antal deltagare bor instängda i ett specialbyggt TV-övervakat hus med ingen eller liten kontakt med den yttre världen under några månader. Det hela går ut på att som deltagare inte bli utröstad ur programmet och därmed stå som segrare av Big Brother. Det är deltagarna själva som nominerar deltagare till utröstning, därefter avgör tittarna vem som ska stanna kvar respektive åka ut. 
Skräckfilmen My Little Eye är inspirerad av Big Brother, eftersom man skapade en Big Brother-liknande miljö som istället var skräckfylld och handlade om döden.
Detta är en lista över de olika versionerna av dokusåpan runt om i världen.
| Nation                  | Nation                  | Lokalt namn                  | Kanal                 | Vinnare |
| ----------------------- | ----------------------- | ---------------------------- | --------------------- | --- |
|                         | Afrika                  | Big Brother                  | M-Net                 | 2003 - Cherise Makubale (Zambia) |
| Albanien                | Albanien                | Big Brother                  | Top Channel           | 2008 - Arbër Çepani 2009 - Qetsor |
| Argentina               | Argentina               | Gran Hermano                 | Telefe                | 2001 - Marcelo Corazza 2001 - Roberto Parra 2002 - Viviana Colmenero 2007 - Marianela Mirra |
| Australien              | Australien              | Big Brother                  | Network Ten           | 2001 - Ben Williams 2002 - Peter Corbett 2003 - Regina Bird 2004 - Trevor Butler 2005 - Greg Mathew 2006 - Jamie Brooksbry 2007 - Aleisha Cowcher |
| Belgien                 | Belgien                 | Big Brother                  | Kanaal Twee           | 2000 - Steven Spillebeen 2001 - Ellen Dufour 2002 - Kelly Vandevenne 2003 - Kristof van Camp 2006 - Kirsten |
| Brasilien               | Brasilien               | Big Brother                  | Globo                 | 2002 - Kleber de Paula 2002 - Rodrigo Leonel 2003 - Dhomini Ferreira 2004 - Cida dos Santos 2005 - Jean Wyllys 2006 - Mara Vianna 2007 - Diego Gasques 2008 - Rafinha Ribeiro 2009 - Max Porto 2010 - Marcelo Dourado 2011 - Maria Melillo 2012 - Fael Cordeiro                               |
| Bulgarien               | Bulgarien               | Big Brother                  | NTV                   | 2004 - Zdravko Vasilev 2005 - Miroslav Atanasov |
| Colombia                | Colombia                | Gran Hermano                 | Caracol TV            | Mónica Tejón |
| Danmark                 | Danmark                 | Big Brother                  | TV Danmark            | 2001 - Jill Liv Nielsen 2001 - Carsten B. Berthelsen 2002 - Johnni Madsen |
| Dominikanska republiken | Dominikanska republiken | Big Brother - Velký Bratr    |                       | 2006 - David Šín |
| Ecuador                 | Ecuador                 | Gran Hermano                 | Ecuavisa              | David Burbano |
| Finland                 | Finland                 | Big Brother                  | SubTV                 | 2005 - Perttu Sirviö 2006 - Sari Nygren 2007 - Sauli Koskinen 2008 - Anniina Mustajärvi |
| Frankrike               | Frankrike               | Loft Story                   | M6                    | 2001 - Christoph Mercy & Loanna Petrucciani 2002 - Karina Delgado & Thomas Saillofest |
| Grekland                | Grekland                | Big Brother - Big Mother     | ANT1                  | 2001 - Giorgos Triantafyllidis 2002 - Alexandros Moskhos 2003 - Thodores Jspógloy 2006 - Nikos Papadopoulos |
| Indien                  | Indien                  | Big Brother                  | SET                   | |
| Tyskland                | Tyskland                | Big Brother                  | RTL II                | 2000 - John Milz 2000 - Alida Kurras 2001 - Karina Schreiber 2003 - Jan Geilhufe 2004/05 - Sascha Sirtl 2005/06 - Michael Knopf 2007 - Michael Carstensen 2008 - Silke Kaufmann |
| Ungern                  | Ungern                  | Big Brother - Nagy Testvér   | TV2                   | 2002 - Evi Párkányi 2003 - Zsofi Horvath |
| Italien                 | Italien                 | Grande Fratello              | Canale 5              | 2000 - Cristina Plevani 2001 - Flavio Montrucchio 2002 - Floriana Secondi 2003 - Serena Garitta 2005 - Jonathan Kashanian 2006 - Augusto De Megni 2007 - Milo Coretti 2008 - Mario Ferretti 2009 - Ferdi Berisa 2010 - Mauro Marin 2011 - Andrea Hirai Cocco 2012 - Sabrina Mbarek 2014 - ??? |
| Mexiko                  | Mexiko                  | Big Brother                  | Televisa              | 2003 - Rocío Cárdenas 2004 - Silvia Irabien 2005 - Evelyn Nieto |
| Kanada                  | Kanada                  | Loft Story                   | TQS                   | 2004 - Julie Lemay & Samuel Tissot 2006 - Mathieu Baron & Stéphanie Bélanger |
| Kroatien                | Kroatien                | Big Brother                  | RTL                   | 2004 - Saša Tkalčević 2005 - Hamdija Seferović |
| Kosovo                  | Kosovo                  | Big Brother                  | Klan Kosova           | 2022 - Arkimed Lushaj (Stresi) 2023 - Pågående |
|                         | Mellanöstern            | Big Brother Al Raiss         | MBC                   | avbruten |
| Nederländerna           | Nederländerna           | Big Brother                  | Veronica, Talpa TV    | 1999 - Bart Spring in 't Veld 2000 - Bianca Hagenbeek 2001 - Sandy Boots 2002 - Jeanette Godefroy 2005 - Joost Hoebink |
| Nigeria                 | Nigeria                 | Big Brother                  | M-Net                 | 2006 - Katung Aduwak |
| Norge                   | Norge                   | Big Brother                  | TVN                   | 2001 - Lars Joakim Ringom 2002 - Veronica Roso 2003 - Eva-Lill Baukhol 2005 - Britt Goodwin 2006 - Jessica Lindgren |
|                         | Oceanien                | Gran Hermano                 | Telesistema RedTV ATV | 2005 - Juan Sebastián López (Ecuador) |
| Filippinerna            | Filippinerna            | Big Brother                  | ABS-CBN               | 2006 - Nene Tamayo |
| Polen                   | Polen                   | Big Brother Wielki Brat      |                       | 2001 - Janusz Dzięcioł 2001 - Marzena Wieczorek 2002 - Piotr Borucki |
| Portugal                | Portugal                | Big Brother                  | TVI                   | 2000 - Zé Maria Povinho 2001 - Henrique Guimarăes 2001 - Catarina Eufémia 2002 - Nando Geraldes |
| Rumänien                | Rumänien                | Big Brother Fratele Cel Mare | PrimaTV               | 2004 - Soso Joi 2005 - Iustin Popovici |
| Ryssland                | Ryssland                | Bol'shoy Brat                | TNT                   | 2005 - Anastasia Yagaylova |
|                         | Norden                  | Big Brother                  | Kanal 5, TVN          | 2005 - Britt Goodwin (Norge) 2006 - Jessica Lindgren (Sverige) |
| Serbien                 | Serbien                 | Veliki Brat                  | B92                   | 2006 - Ivan Ljuba 2007 - Avbruten |
| Slovakien               | Slovakien               | Big Brother                  | TV Markiza            | 2005 - Richard Tkac |
| Sydafrika               | Sydafrika               | Big Brother                  | M-Net                 | 2001 - Ferdinand Rabie 2002 - Richard Cawood |
| Spanien                 | Spanien                 | Gran Hermano                 | Telecinco             | 2000 - Ismael Beiro 2001 - Sabrina Mahi 2003 - Javito García 2004 - Pedro Oliva 2004 - Nuria Yáñez 2005 - Juan José Rocamora 2006 - Pepe Herrero 2006 - Naiala Melo 2007 - Judit Iglesias 2009 - Iván Madrazo 2010 - Ángel Muñoz 2011 - Laura Campos 2012 -                                   |
| Sverige                 | Sverige                 | Big Brother                  | Kanal 5, TV11         | 2000 - Angelica Freij 2002 - Ulrika Andersson 2003 - Daniel Sörensen 2004 - Carolina Gynning 2005 - Britt Goodwin 2006 - Jessica Lindgren 2011 - Simon Danielsson 2012 - Hanna Johansson |
| Schweiz                 | Schweiz                 | Big Brother                  | TV3                   | 2000 - Daniela Kanton 2001 - Christian Ponleitner |
| Thailand                | Thailand                | Big Brother                  | ITV                   | 2005 - Nipon Perktim 2006 - Tik Phi Sau |
| Storbritannien          | Storbritannien          | Big Brother                  | Channel 4             | 2000 - Craig Phillips 2001 - Brian Dowling 2002 - Kate Lawler 2003 - Cameron Stout 2004 - Nadia Almada 2005 - Anthony Hutton 2006 - Pete Bennett 2007 - Brian Belo |
| USA                     | USA                     | Big Brother                  | CBS                   | 2000 - Eddie McGee 2001 - Will Kirby 2002 - Lisa Donahue 2003 - Jun Song 2004 - Drew Daniel 2005 - Maggie Ausburn 2006 - Mike Malin 2007 - Dick Donato |